# Fiesta de los mayos (Galicia)

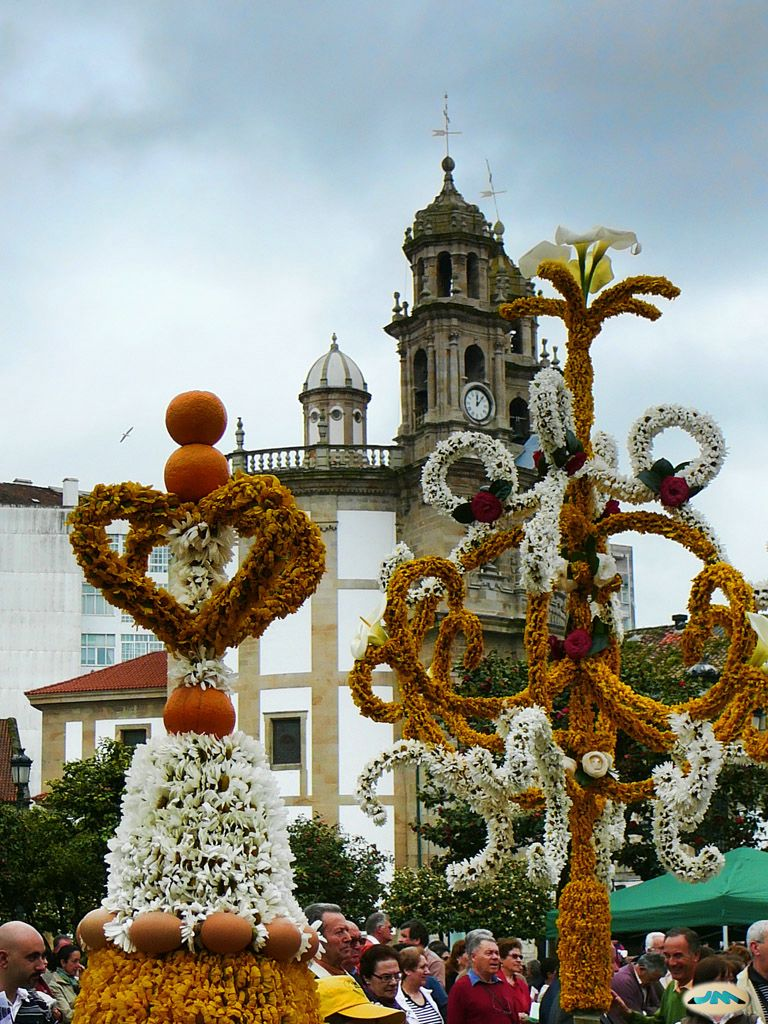
Fiesta de Los mayos en Pontevedra.

Los mayos (Os maios en gallego) es el nombre de una fiesta popular gallega que forma parte del llamado ciclo de maio (ciclo de mayo), época de exaltación de la naturaleza al comienzo de la primavera, cuyos orígenes se remontan a las civilizaciones prerromanas. Se suele celebrar alrededor del 1 de mayo. Durante las festividades se realizan representaciones,  bailes y cantos alrededor de los mayos, unas estructuras tradicionalmente inspiradas en figuras de árboles pero que adoptan en la actualidad formas más variadas, con adornos de flores, hojas y frutos.

## Celebración
La fiesta de os maios  se celebra entre finales de abril y principios de mayo, aunque el ciclo se desarrolla hasta el mismo comienzo del verano en la noche de San Juan. En la mayoría de las localidades se celebra el 1 de mayo, si bien en Orense lo hacen el día 3, día de la Santa Cruz , que en la tradición cristiana representa el árbol del que proviene la vida, la salud y la resurrección, según dice el introito a la celebración de la misa en ese día.

En su manifestación más habitual, la fiesta consiste en realizar diversas representaciones alrededor de un árbol o escultura, llamada maio o mayo, consistente en una armazón o esqueleto de palos o tablas de forma cónica o piramidal, recubierto de tela metálica o arpillera, que se cubre de mofo, hinojo o hierba. El armazón se construye sobre una plataforma que, a modo de camilla, permitía transportar el mayo por las calles del lugar. Sobre esta estructura se dibujan distintos motivos con flores, hojas, hinojo, helechos, bugallos, frutos o mismo huevos, como materiales más habituales. La cumbre se remata o «corona» con una cruz. Hoy, la imaginación popular también construye mayos con las figuras más variadas: puentes, hórreos, cruceros, casas, animales, figuras humanas etc. En localidades costeras, como Marín, se hacen también con forma de barco.

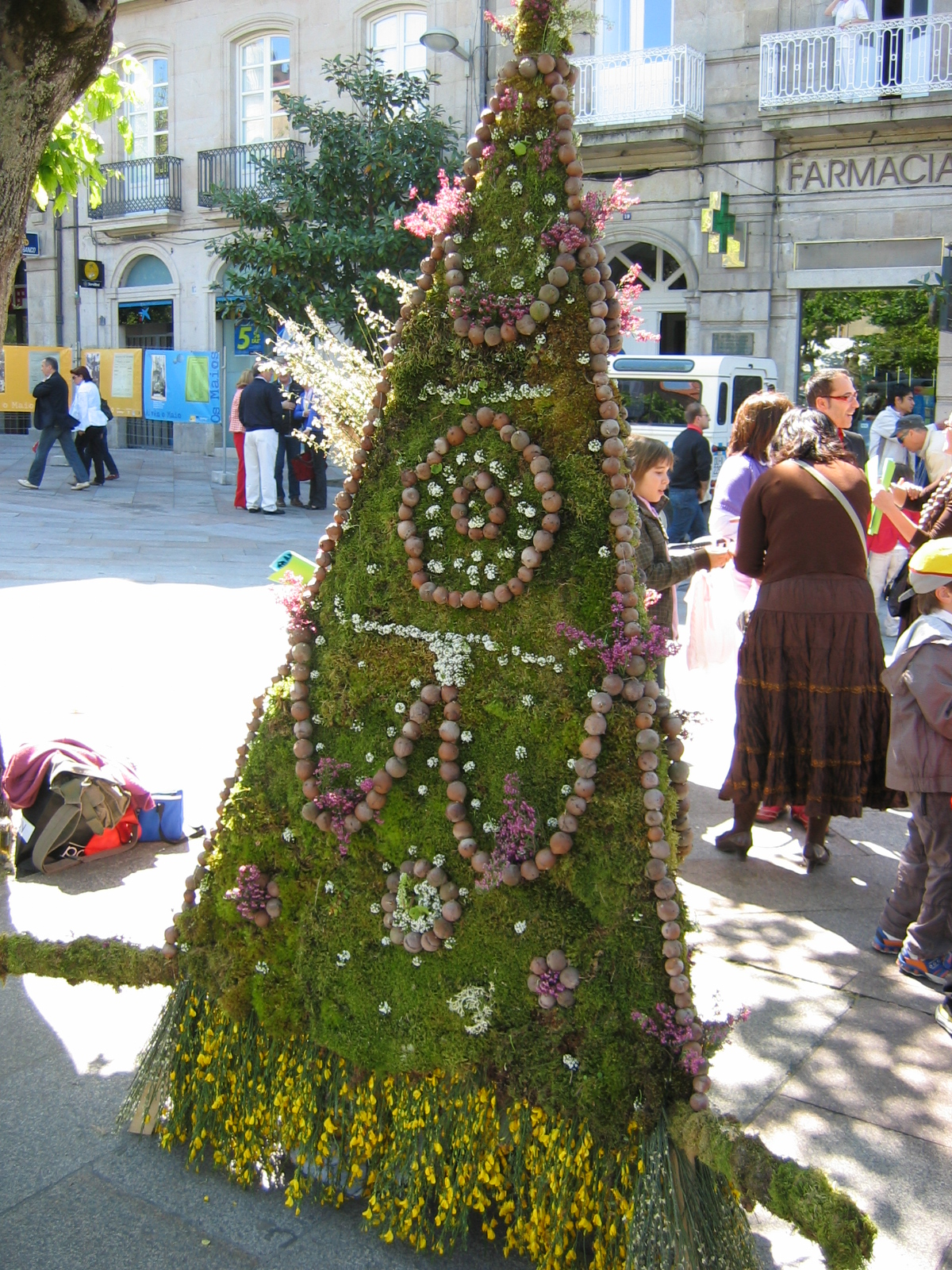
Mayo tradicional (Orense).
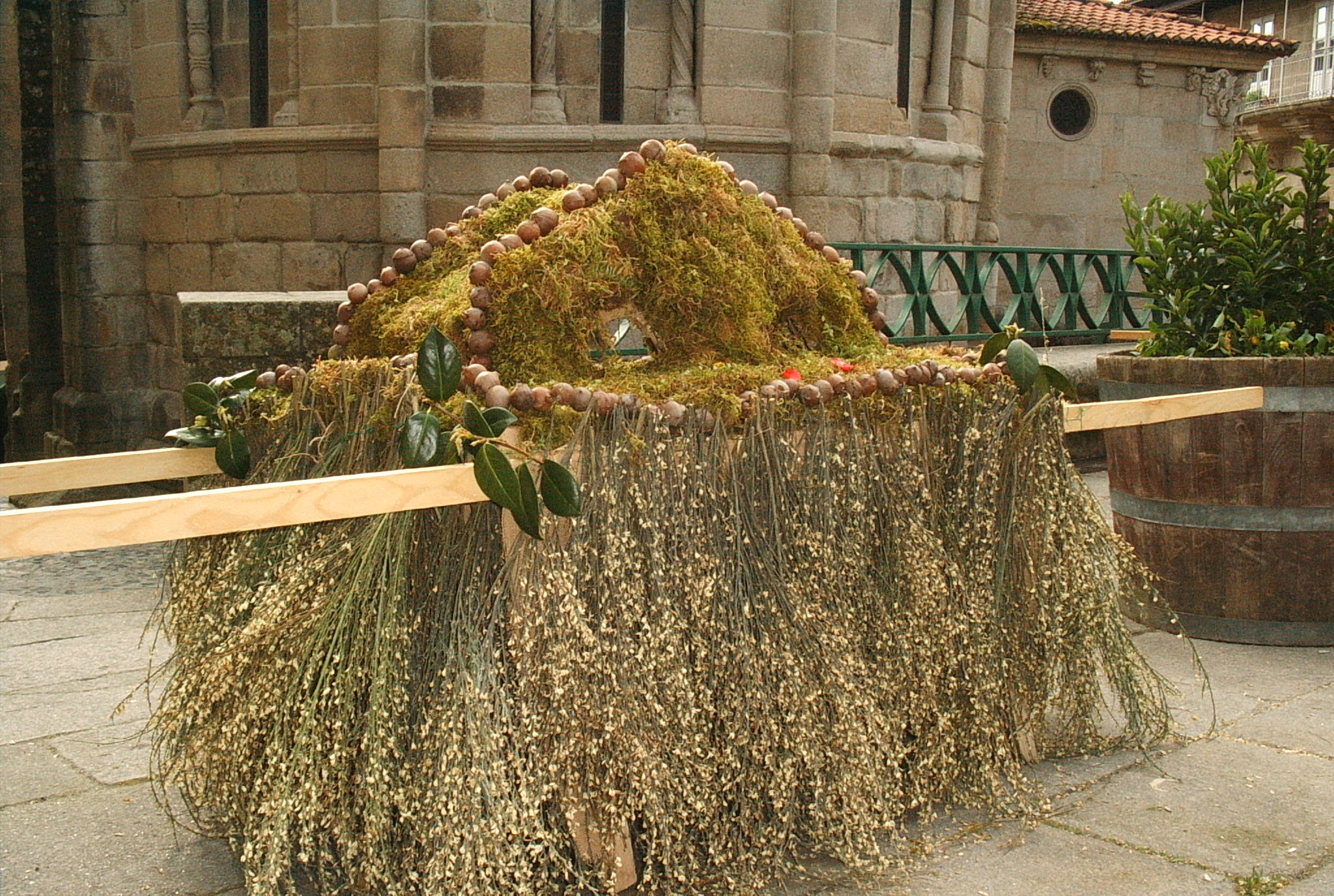
Ponte (Allariz).
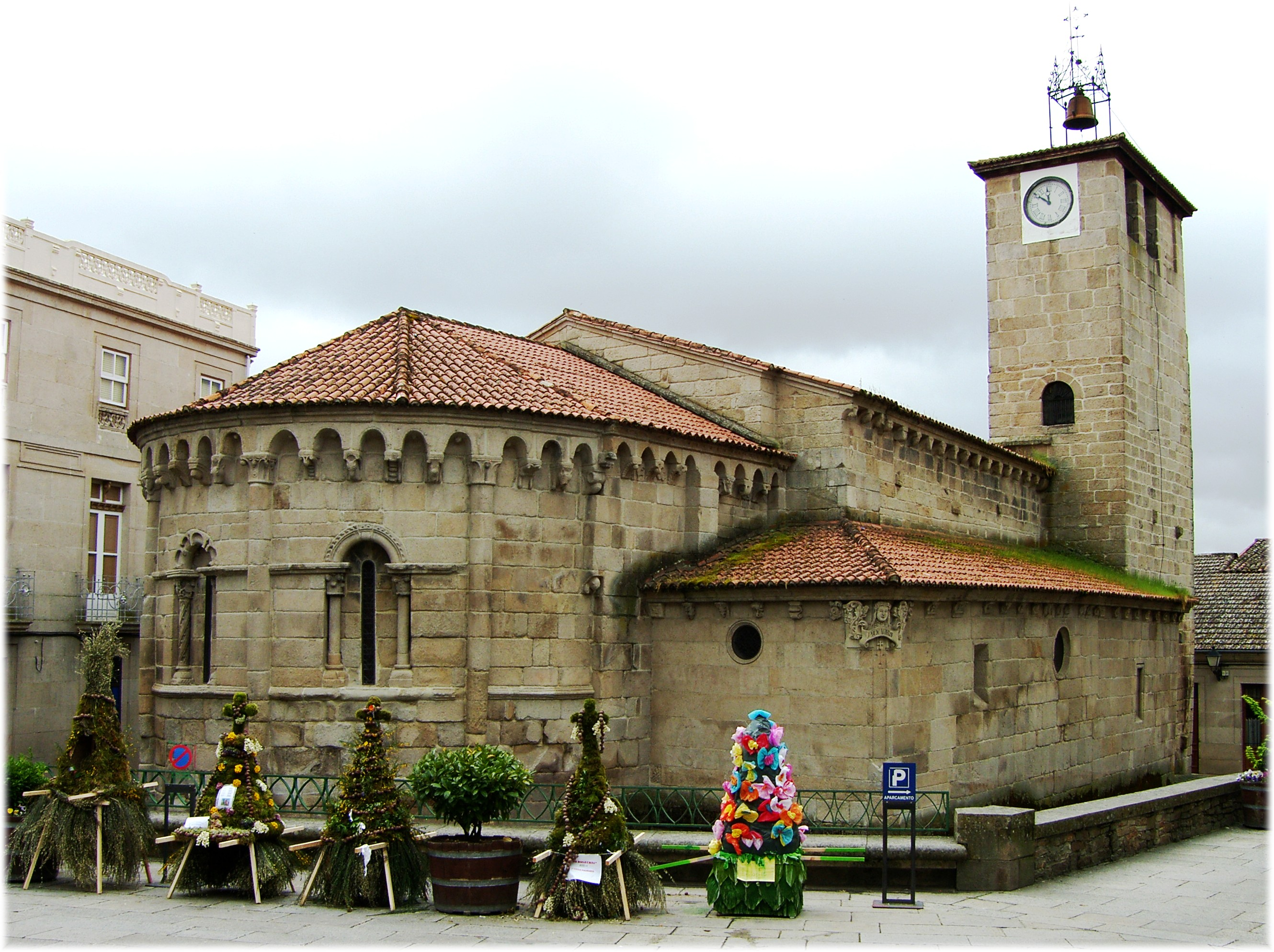
Mayos en Allariz.

Cuando el mayo era esa figura transportable que se dijo antes, Risco recordaba que en algunos lugares, como Orense, la fiesta terminaba quemando o ahogando el mayo.
En la zona de Laza o de Entrimo los jóvenes cortaban un árbol, el más grande que podían, y lo plantaban en medio de la plaza principal, adornándolo después con farolillos. El elemento utilizado daba el nombre a la celebración, conocida como «Fiesta del árbol de mayo».
También existe la costumbre de colocar ramas de retama (también llamadas, por esta razón, mayos) en las puertas de la casa y de la corte, en las ventanas, carros, fincas y barcas, y actualmente en los coches, en la tarde-noche del último día de abril, para que el mes de mayo proteja la casa, la gente que vive en ella y sus propiedades. Otros etnógrafos relacionan esto con el ritual de «alumbrar las fincas» en la noche del 30 o 29 de abril, con el fin de proteger los campos y comenzar mayo libres de cualquier mal.

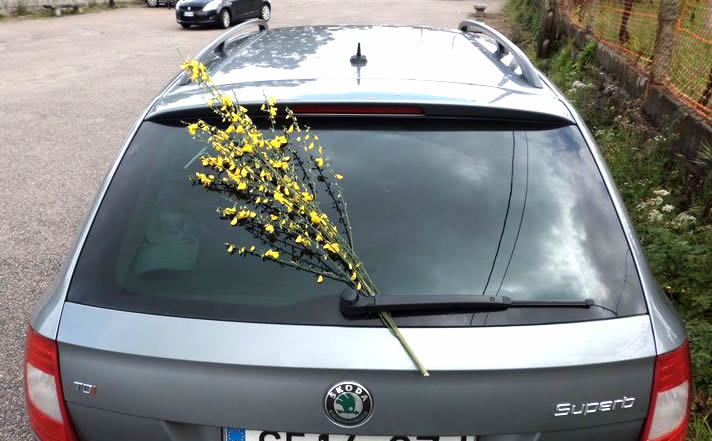
La retama en un automóvil.

Acompañando a los mayos, hay grupos de personas, a menudo niñas o niños disfrazados —que también reciben la denominación de mayas y mayos— adornados con flores, hojas o ramas y con una corona de flores, que danzan y cantan coplas populares o «cantigas», a veces dialogadas, mientras caminan alrededor de la escultura, acompañados de la percusión de dos palos. Era habitual pedir a los asistentes un aguinaldo que, por Lugo y Orense, solía consistir en un puñado de castañas maiolas (castañas secas), nueces o avellanas, sustituidos hoy por dinero.
Es costumbre hacer competiciones, premiando las mejores esculturas y las mejores cantigas. Esta celebración es habitual en lugares como Villagarcía de Arosa u Orense.

### Cantigas
Había dos tipos de cantigas para cantar alrededor de los mayos. Son raras (sólo sobreviven en Puertomarín y Lorenzana) las composiciones tradicionales,  que se aprenden y repiten año tras año. Más habituales son los textos que se escribían para cada año, recogiendo hechos actuales y, cada vez más, críticas políticas.
Estas coplas se imprimen en hojas sueltas que se venden a los asistentes. El Museo de Pontevedra y la biblioteca Ben-Cho-Shey (en la diputación de Orense) conservan amplias colecciones de las que se cantaron al largo del siglo XX. En algunas de ellas pueden comprobarse los efectos de la censura que rayaban o modificaban los textos que la autoridad de turno consideraba inapropiados.

## Origen
La celebración de las fiestas de mayo es común en muchas otras partes de España y Europa, donde existen variantes similares de la misma festividad. Su origen está necesariamente vinculado a la manipulación de la naturaleza por parte del ser humano; en este sentido, bien puede remontarse al periodo magdaleniense, momento en que surgen los primeros rituales asociados con la recolección, bien al neolítico, con la consolidación de la agricultura y el sedentarismo.

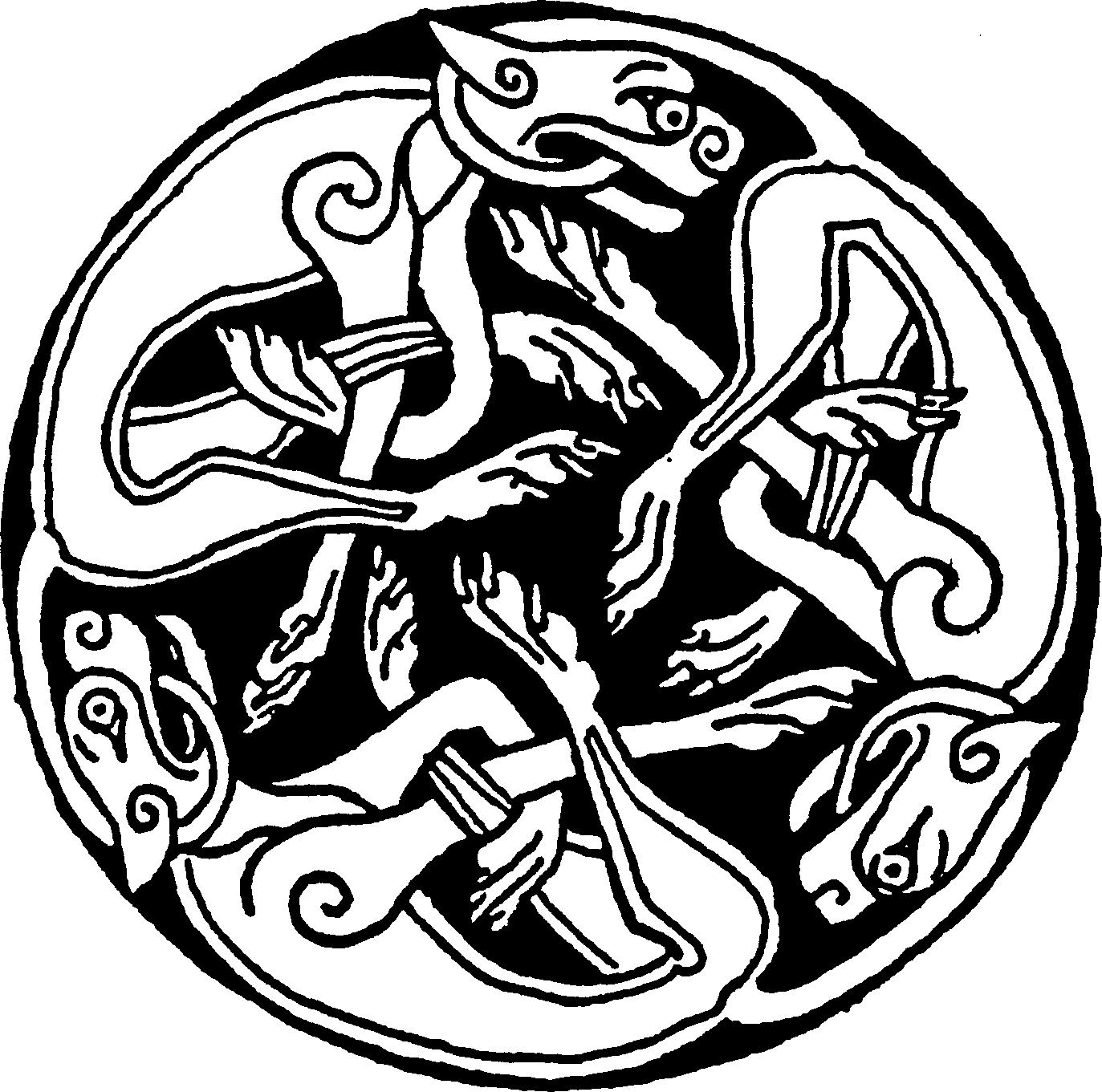
Beltane.

Los orígenes de las festividades actuales se remontan a las manifestaciones específicas de las civilizaciones romanas y prerromanas y  La festividad celta de Beltane marcaba el inicio del verano pastoral cuando las rebaños de ganado eran llevados hacia los pastos de verano y las tierras de pasto de las montañas. De ahí la adoración de los fenómenos terrenales: tierra, mar y aire. Una de las principales actividades de la festividad consistía en encender antorchas en las montañas y colinas con rituales y significados políticos.
La tradición estuvo presente en Roma, entre el culto a multitud de dioses. Los romanos también asimilaron esta tradición mayumea en honra de la llegada de la primavera y de las primeras flores del año, el día que corresponde con el actual primero de mayo. Y todo poblado romano tenía además de los dioses oficiales los propios autóctonos. En Hispania se adoraba la diosa Bona Dé, que no era otra que la diosa de la fertilidad Maia o Fauna en la mitología romana, con la que se celebraba la llegada de la primavera en unas fiestas que recibían el nombre de Floralia. Seguramente esta tradición sufrió variaciones con la llegada de la civilización árabe a los campos de Castilla, como la manifestación en cantos o rondas a la persona amada. Finalmente, el cristianismo asimiló multitud de fiestas paganas profesadas con anterioridad a su implantación en fiestas religiosas, siendo este un claro ejemplo: la mayoría de estas pasaron a ser fiestas en honra a la Virgen María.